# Salão do Reino
Os Salões do Reino são os locais de reuniões da congregação local das Testemunhas de Jeová. O nome Salão do Reino foi adaptado em 1935, por sugestão de Joseph Franklin Rutherford. Regra geral, cada congregação, ou algumas em conjunto, possuem o seu próprio Salão do Reino. Existem actualmente mais de 119.000 congregações formadas em todo o mundo (2019). Todos os edifícios são alugados ou são propriedades legalizadas da organização das Testemunhas de Jeová do país, registrados em associações religiosas regionais sem fins lucrativos.

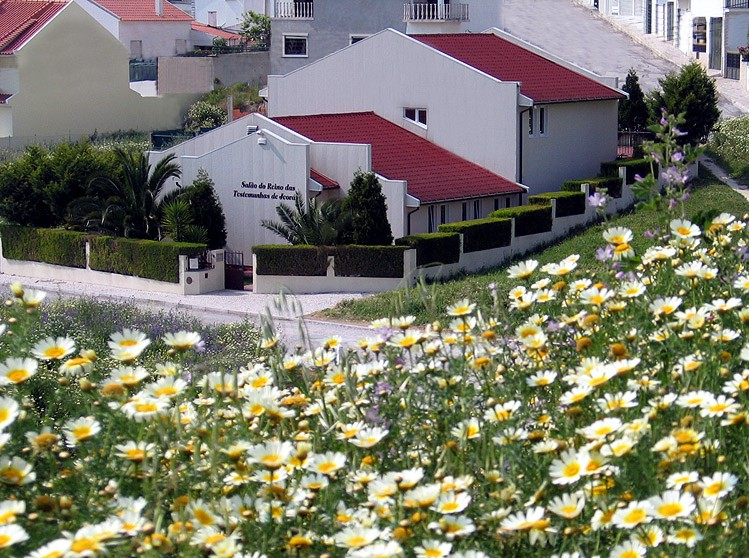
Salão do Reino em Portugal

## Alguns aspectos históricos
Como no caso dos cristãos do primeiro século, muitas congregações das Testemunhas de Jeová inicialmente usavam residências para a maioria das reuniões. No período inicial da sua história moderna, quando se precisava de mais espaço, as congregações das Testemunhas de Jeová, em países onde possuíam liberdade de adoração, alugavam um local para reuniões. Com o tempo, em muitos lugares os custos elevados de alugar e a falta de locais adequados tornaram necessário tomar outras providências. Em alguns casos, compravam-se e reformavam-se prédios.
Antes da Segunda Guerra Mundial, algumas congregações construíram locais de reunião especialmente projetados para seu uso. No entanto, a ampla construção de Salões do Reino só começou a partir da década de 50, no Século XX.
O nome Salão do Reino foi sugerido em 1935 por Joseph Rutherford, que na época era o presidente da Sociedade Torre de Vigia de Bíblias e Tratados (Watch Tower Bible and Tract Society), dos Estados Unidos. Ele providenciou que se construísse um salão anexo ao prédio da Filial da Sociedade Torre de Vigia, em Honolulu, Havai, para a realização de reuniões. Quando alguém lhe perguntou que nome daria a essa construção, Rutherford respondeu: "Não acha que devemos chamá-la de "Salão do Reino", visto que é isso que fazemos, pregar as boas novas do Reino?" Daí em diante, onde possível, os salões regularmente usados pelas Testemunhas de Jeová passaram, pouco a pouco, a ser identificados por letreiros com a frase "Salão do Reino". Com o tempo, em todo o mundo, o principal local onde as congregações realizavam as reuniões passou a ser conhecido como Salão do Reino das Testemunhas de Jeová.
Hoje em dia, existem dezenas de milhares destes locais sendo que cada um pode servir para uma única congregação ou acomodar até cinco congregações distintas.

## Aparência interior e exterior
O estilo básico dos Salões do Reino é grandemente influenciado pelo fim específico a que servem, ou seja, como locais para as pessoas se reunirem para estudo bíblico e associação cristã. Ali, ouvem discursos que visam edificar a fé na Bíblia e podem participar em programas que envolvem a participação da assistência.

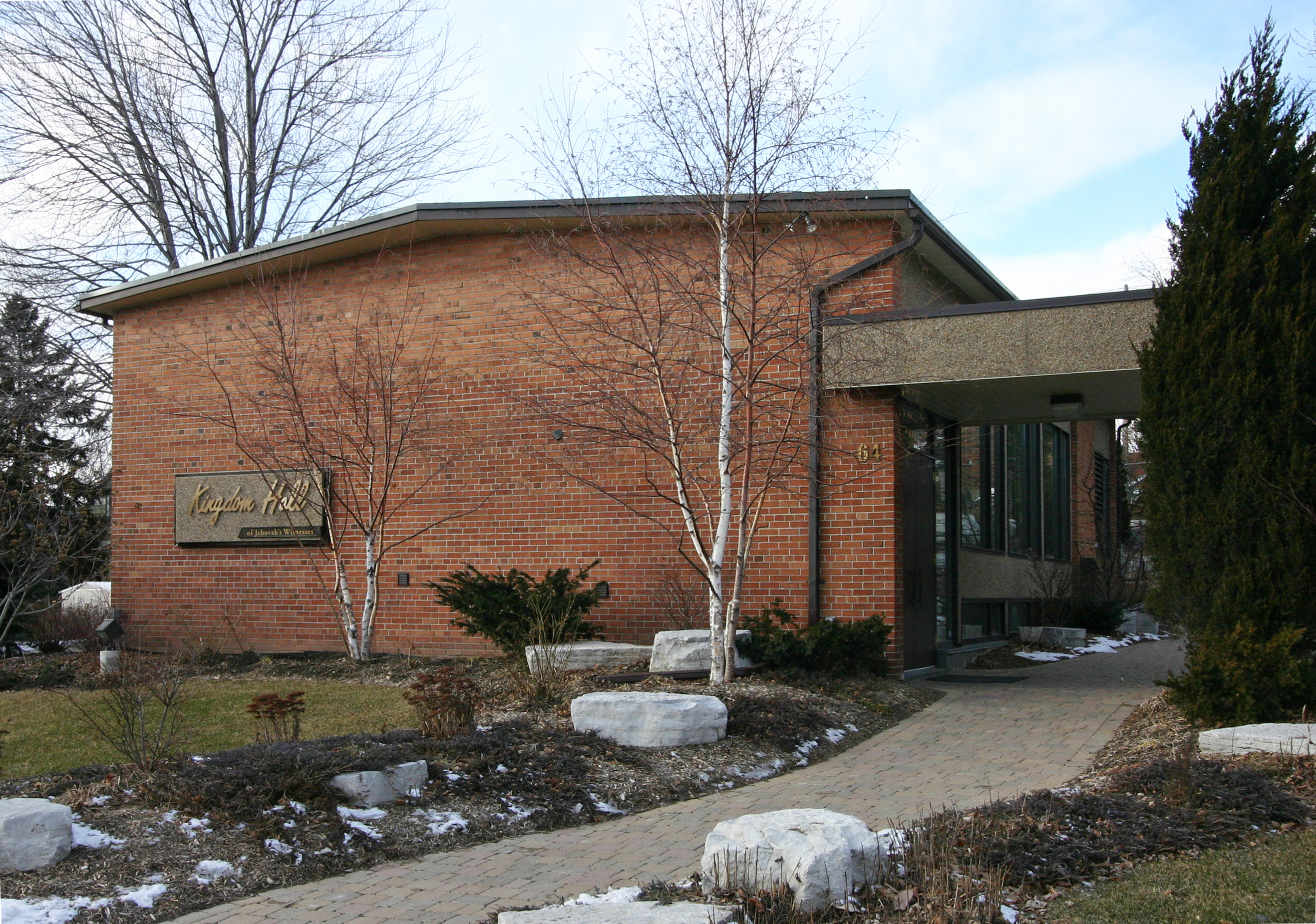
Aspecto exterior de um Salão do Reino nos Estados Unidos

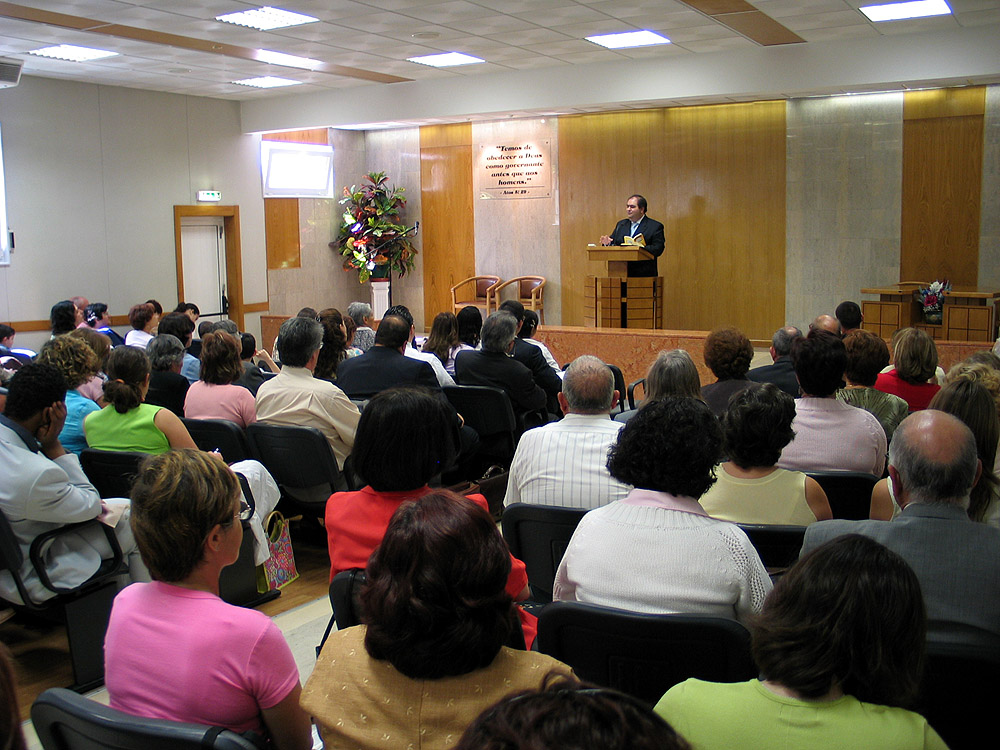
Aspecto interior do auditório principal de um Salão do Reino em Portugal

A zona principal do Salão do Reino é um pequeno auditório. Usualmente acomoda cerca de 50 a 300 pessoas sentadas. Na frente da assistência, há uma plataforma elevada em geral com trinta centímetros ou mais acima do piso do restante do auditório. Sobre esta plataforma é colocada uma tribuna de onde se proferem as palestras bíblicas e uma mesa com cadeiras onde se realizam demonstrações diversas, nomeadamente sobre como realizar estudos da Bíblia. Nesta zona dianteira também se fixa uma placa contendo um texto bíblico temático que é alterado anualmente em todos os Salões do Reino. Este "texto do ano" é igual em todo o mundo.
As cadeiras da assistência podem ser fixas ou dobráveis, de madeira ou plástico moldado, ou poltronas semelhantes a uma sala de espectáculos. Visto que o Salão serve principalmente para o estudo bíblico, é bem iluminado, sendo semelhante a uma moderna sala de aula. Se necessário, é equipado com sistemas de amplificação sonora. Não há nenhum altar nem ídolos.
Em muitos casos, o Salão do Reino dispõe duma sala menor que serve como biblioteca. Além disso, é usual haver uma área para se colocarem chapéus, casacos ou outro vestuário. Há também balcões para se obterem publicações bíblicas, fornecidas sem se exigir pagamento, que são distribuídas pelas pessoas na vizinhança durante o trabalho de evangelização das Testemunhas. Existem ainda instalações sanitárias e, onde possível, áreas para arrumação de literatura ou outros itens.
Embora tendo estas semelhanças básicas, os Salões do Reino variam grandemente em construção, estilo e decoração. Talvez sejam construídos de tijolos, pedras, madeira, ou outros materiais, normalmente consoante o que for menos dispendioso no local. Talvez tenham uma variedade de formas, um ou dois andares, com ou sem caves, e tenham uma quase infinita variedade de decorações, tanto por dentro como por fora.

## Reuniões congregacionais
Todas as reuniões semanais efetuadas por cada congregação são públicas. Estas reuniões de estudo da Bíblia tem a ajuda de publicações editadas pela Associação Torre de Vigia de Bíblias e Tratados são designadas da seguinte forma: 
Reuniões de meio de Semana
- Tesouros da Palavra de Deus
- Faça seu Melhor no Ministério
- Nossa Vida Cristã

Reuniões de Final de Semana:
- Reunião Pública - É proferido um discurso público baseado em um tema bíblico
- Estudo da revista "A Sentinela"

Cada congregação reúne-se duas vezes por semana, sendo que numa dessas ocasiões efetua-se a parte Tesouros da Palavra de Deus logo depois a parte Faça seu Melhor no Ministério e para finalizar a parte Nossa Vida Cristã. As reuniões de meio de semana geralmente tem um período de uma hora e quarenta e cinco minutos. A Reunião Pública seguida do Estudo da Revista "A Sentinela" decorre durante um período de uma hora e quarenta e cinco minutos e, normalmente, é efetuada ao fim de semana. Também, o Salão é usado como centro de onde se organiza toda a atividade evangelizadora da congregação local.
Anualmente, caso a lotação do Salão o permita, é usado para a realização da reunião mais importante das Testemunhas de Jeová: a Comemoração da Morte de Cristo. Os Salões poderão ainda ser usados em cerimónias de casamento e em funerais. São também muitas vezes usados para a realização de escolas de alfabetização, aprendizagem de línguas estrangeiras, língua de sinais e outras escolas relacionadas com a sua evangelização pública.
Em cada Salão do Reino, existem caixas de contribuições (para a manutenção do Salão local, para a Obra Mundial das Testemunhas e para o fundo de construção de novos Salões) nas quais as Testemunhas de Jeová e demais pessoas interessadas, podem colocar seus donativos voluntários para fazer face às necessidades. Não existem coletas e nem é exigido o dízimo. O seu aspecto é agradável e confortável, e sobretudo, funcional.

## Salões de Assembleias

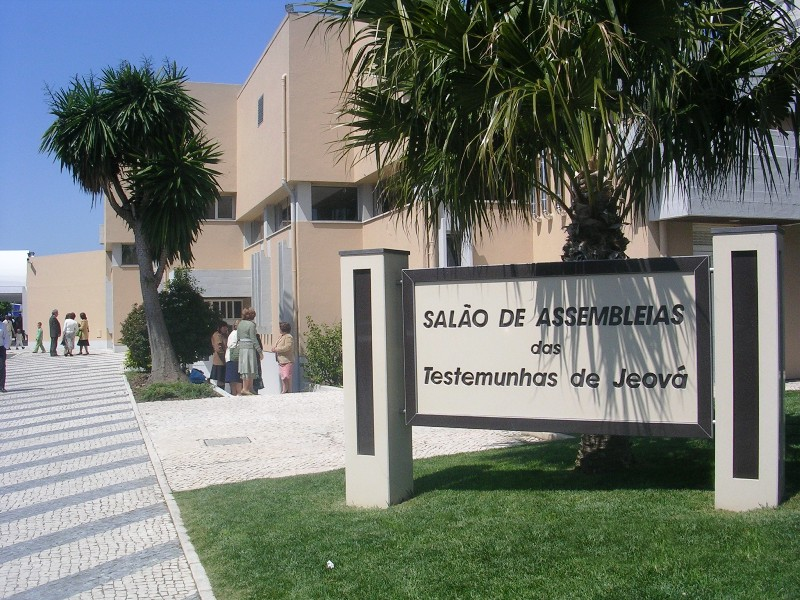
Aspecto exterior da entrada do Salão de Assembleias de Carnaxide, em Portugal - Abril de 2007

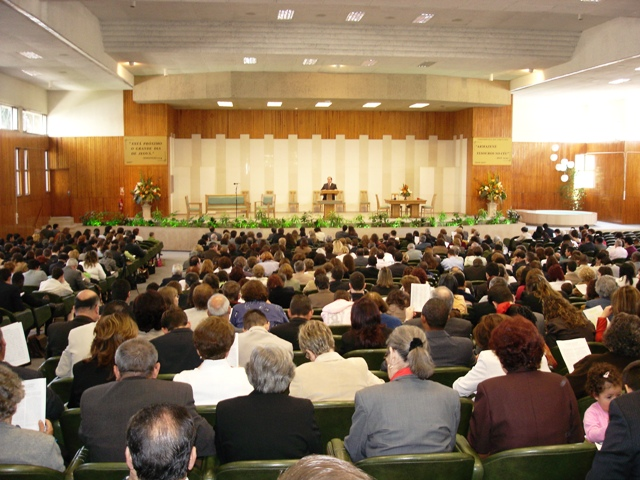
Aspecto interior do auditório principal do Salão de Assembleias de Carnaxide, em Portugal - Abril de 2007

Os Salões de Assembléias das Testemunhas de Jeová possuem os mesmos objectivos que os Salões do Reino, servindo no entanto para receber assistências que poderão alcançar alguns milhares de pessoas, provenientes das congregações de um circuito ou de parte dele. Atualmente, no Brasil há cerca de 24 salões de assembléias em utilização.
Estes auditórios variam de modelo e tamanho, conforme as necessidades da região em que se localizam. São usados na realização de Assembleias de Circuito, e também para a realização de Congressos Regionais. Esporadicamente poderão ser usados para reuniões especiais, coordenadas pela Comissão de Filial do país, relacionadas com a Escola do Ministério do Reino, visita do Superintendente Zonal, ou outras ocasiões similares.

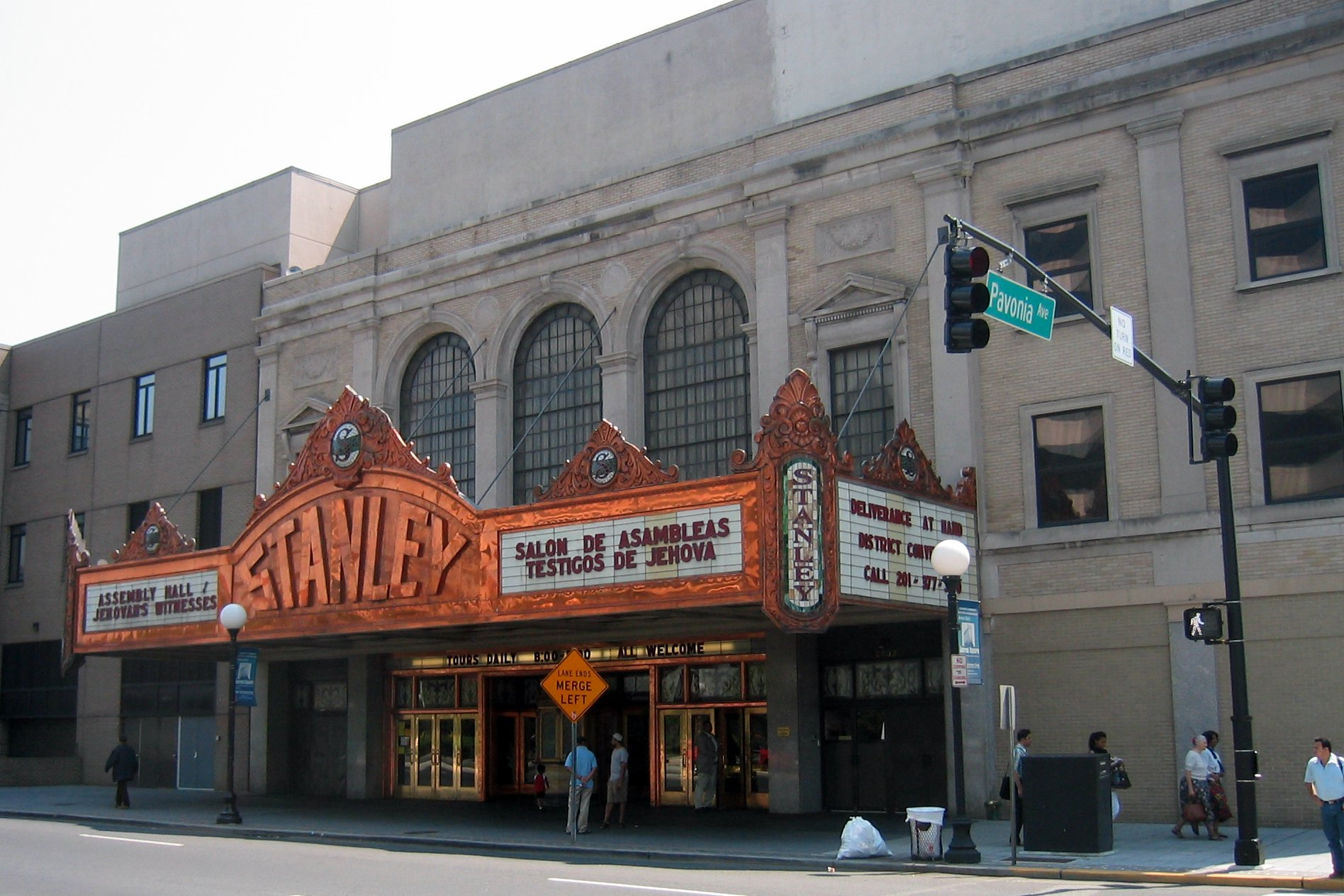
Fachada do Teatro Stanley, em Jersey City, Estados Unidos, usado como Salão de Assembleias pelas Testemunhas de Jeová.

## Cerimónias de Dedicação
Quando se construiu o templo de Jeová em Jerusalém, por Salomão, foi efectuada uma cerimónia de inauguração e de dedicação do edifício ao Deus a que era consagrado. Cerimónia similar aconteceu com a inauguração do segundo templo, construído por Zorobabel. Estas cerimónias foram celebradas solenemente após o término da construção e não se deram instruções para que fossem repetidas anualmente. No entanto, ainda hoje os judeus comemoram a Chanucá ou Hanuká, a Festividade das Luzes, que comemora a rededicação do templo a Jeová por parte de Judas Macabeu, depois deste lugar sagrado ter sido profano pelo rei selêucida Antíoco IV Epifânio. Esta celebração era comemorada já nos dias de Jesus Cristo.
Seguindo estes antecedentes históricos, também é comum as Testemunhas realizarem uma cerimónia de dedicação de novos edifícios, ou seja, a sua consagração para o fim a que se destinam e que as Testemunhas consideram sagrado. Tais edifícios, como os Salões do Reino ou Salões de Assembleias são usados para reunir pessoas em adoração e no estudo da Bíblia. Outros edifícios, tais como gráficas ou Lares Missionários e de Betel, são usados como escritórios para coordenar as suas actividades em vários países ou com o fim de produzir literatura baseada na Bíblia. Assim, todos eles visam apoiar a adoração a Jeová. As Testemunhas não dão qualquer importância aos edifícios nem a locais como sagrados, no entanto, consideram que, enquanto certas instalações construídas ou remodeladas servirem o seu objectivo, elas devem manter-se limpas e bem cuidadas, pois foram dedicadas a Jeová.
A cerimónia de dedicação segue moldes simples, contendo discursos onde são recordados os esforços dos envolvidos na obra em si ou são descritos os objectivos do novo local. Depois, é proferido o Discurso de Dedicação propriamente dito, onde as instalações são dedicadas ao Deus que adoram. Se o caso é o de um Salão do Reino, usualmente estão presentes os membros da ou das congregações que nele se reunirão bem como alguns convidados, até mesmo vizinhos ou membros da comunidade que não são Testemunhas. Se a dedicação é de uma congénere ou filial da Sociedade Torre de Vigia, a cerimónia de dedicação poderá envolver milhares de pessoas, até mesmo todas as Testemunhas do país ou região envolvida, sendo que muitos poderão escutar ou visionar o programa por transmissão telefónica ou vídeo conferência a partir de Salões de Assembleias ou, se necessário, usando um ou mais locais públicos, tal como estádios.
Estas são ocasiões muito alegres para as Testemunhas de Jeová beneficiadas pelos locais inaugurados e dedicados. Não se providenciam cerimónias comemorativas anuais de tais eventos.

### Sites oficiais das Testemunhas de Jeová
- (em português) - Site oficial das Testemunhas de Jeová
- (em português) - Tradução do Novo Mundo das Escrituras Sagradas Bíblia on-line

### Outras ligações de interesse
- (em português) - Triângulos Roxos - As vítimas esquecidas do Nazismo
- (em inglês) - Museu do Holocausto em Washington - Seção reservada às Testemunhas de Jeová
- (em inglês) - Vídeos sobre construção de Salões do Reino das Testemunhas de Jeová